# Admiral Nachimov
La nave passeggeri Admiral Nachimov (in russo Адмирал Нахимов?) è stata per 29 anni una nave da crociera sovietica, svolgeva regolare servizio nel Mar Nero e precisamente dalla Crimea al Caucaso.
Il 31 agosto 1986, a circa 8 miglia nautiche dal porto di Novorossijsk e 2,5 dalla costa, entrò in collisione alle ore 23:12 con la nave portarinfuse Pëtr Vasëv scomparendo tra i flutti in pochissimo tempo. Morirono 423 persone. Otto mesi prima, un'altra e molto più moderna nave passeggeri, la Michail Lermontov, era naufragata per l'errore di navigazione di un pilota di porto, ma in quel caso vi fu la perdita di un solo passeggero.

## Storia della nave
Il piroscafo Admiral Nachimov fu costruito a Brema in Germania nel 1925 come Berlin per la società armatrice Norddeutscher Lloyd e fino al 1939 effettuò traversate atlantiche con la tratta Bremerhaven-New York.
Nonostante la modesta potenza di circa 12.000 CV e una velocità di crociera di soli 16,5 nodi, presentava uno standard di comfort elevato, del quale a bordo godevano anche i passeggeri di terza classe; la nave ogni anno effettuava 12 tratte d'andata e ritorno.
Il 13 novembre 1928, il piroscafo Berlin prese parte alle operazioni di salvataggio della nave inglese Vestris, naufragata al largo della Virginia; in quella circostanza vennero portate a bordo 23 persone.
Nel 1932 tutti i locali passeggeri vennero ristrutturati ma la Norddeutscher Lloyd, non riuscendo più a competere con la concorrenza dei transatlantici inglesi, decise di cessare le traversate atlantiche nell'estate del 1938; da questa data il Berlin fu utilizzato dalla Kraft durch Freude, come nave da crociera per il Fronte tedesco del lavoro.
Durante il 1939, il piroscafo Berlin subì l'esplosione di una caldaia che costò la vita a 17 marinai; in seguito fu trasferito al porto di Danzica, in Polonia, e, trasformato in nave ospedale, svolse tali funzioni durante la seconda guerra mondiale fino al 31 gennaio 1945.
Nel gennaio del 1945, nel golfo di Danzica partecipò insieme alla Wilhelm Gustloff e ad altre importanti navi della KdF all'Operazione Annibale, la più grande evacuazione navale della storia. Il 31 dello stesso mese, dopo aver preso a bordo dal porto di Liepāja in Lettonia militari nazisti in ritirata, venne inseguito e colpito da un cacciatorpediniere sovietico, riuscì a fuggire ma in cerca di riparo all'ingresso del porto polacco di Swinemünde incappò in una mina di sbarramento; l'esplosione provocò una falla nella carena di 6x8 m che lo fece affondare.
Il 17 settembre 1947, dopo un primo tentativo fallito, la nave venne riportata a galla da un fondale di 32 metri per mezzo di una squadra di palombari sovietici. I primi lavori di riparazione vennero effettuati nel porto militare di Kronštadt di San Pietroburgo, dove la nave fu ribattezzata con il nome Admiral Nachimov, in onore dell'ammiraglio russo Pavel Nachimov caduto nel 1855 durante l'assedio di Sebastopoli.
Nel 1949, nel cantiere navale di Warnemünde, nella Germania Est, iniziarono i veri e propri lavori di ristrutturazione totale con modifiche sostanziali che portarono il dislocamento a 17.053 t. I lavori terminarono nel 1957, anno in cui la nave venne assegnata alla flotta marittima civile del mar Nero con sede a Odessa.
Durante la crisi di Cuba nel 1962, prima del blocco navale dichiarato dagli Stati Uniti, fu usato per trasportare un considerevole numero di militari sovietici da Sebastopoli a L'Avana.

### Naufragio

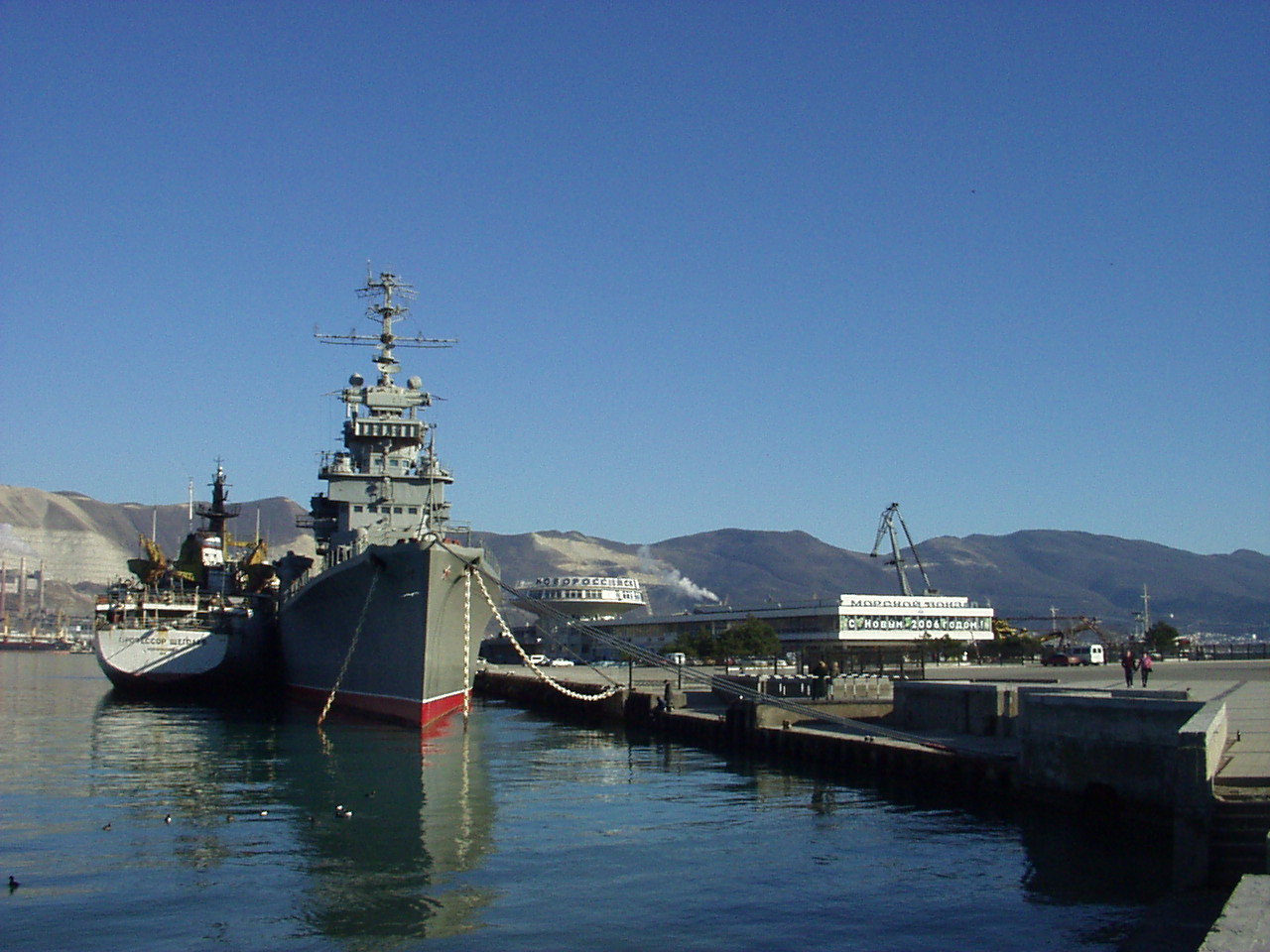
L'ormeggio nº 34 e la stazione marittima di Novorossijsk.

Alle 14:00 del 31 agosto 1986, il piroscafo Admiral Nachimov attracca all'ormeggio 34 del porto di Novorossijsk; salperà alle 22:10 con 897 passeggeri e 346 membri d'equipaggio e addetti per un totale di 1.243 persone a bordo (versione ufficiale in base al libro di bordo e al numero di voucher venduti). Tra i passeggeri vi era anche il generale del KGB di Odessa, Aleksej Krikunov; la partenza avvenne con dieci minuti di ritardo proprio per attendere che egli s'imbarcasse insieme alla propria famiglia, i quali alloggiavano nella suite nº 9. Il piroscafo avrebbe concluso la sua ultima crociera il 5 settembre, dopodiché sarebbe stato avviato alla demolizione.
Tabella dell'ultima crociera del piroscafo Admiral Nachimov dal 29 agosto al 5 settembre 1986
| Porto        | Data  | Distanza in miglia | Arrivo | Partenza |
| ------------ | ----- | ------------------ | ------ | -------- |
| Odessa       | 29/08 | -                  | -      | 20:00    |
| Jalta        | 30/08 | 213                | 16:00  | 22:00    |
| Novorossijsk | 31/08 | 171                | 14:00  | 22:00    |
| Soči         | 01/09 | 115                | 9:00   | 18:00    |
| Batumi       | 02/09 | 147                | 10:00  | 23:00    |
| Soči         | 03/09 | 147                | 10:00  | 18:00    |
| Odessa       | 05/09 | 448                | 9:00   | -        |

La nave, che era agli ordini dal comandante Vadim Markov, venne trainata fuori darsena da due rimorchiatori e alle 20:25 uscì dal porto procedendo alla velocità moderata di 6 nodi. Il comandante Markov venne avvisato via radio dalla capitaneria di porto che nel golfo stava entrando da ovest la nave da carico Pëtr Vasëv.
Esso proveniente dal Bosforo, in rotta di navigazione dal Canada al porto di Novorossijsk, si stava accingendo ad entrare nella baia del Cemes. La Pëtr Vasëv, di costruzione giapponese, completamente carica di avena e di orzo, seguiva la rotta di 36º, navigava alla velocità di 12 nodi ed era comandato dal comandante Viktor Tkačenko.
Alle 20:30 il comandante Markov ricevette il secondo avviso radio dalla capitaneria di porto
Il piroscafo, in quel momento seguiva la rotta di 156º, a 9 nodi di velocità in aumento.
Venne quindi contattato sempre via radio il comandante Tkačenko:
cui segui la risposta:
Subito dopo seguì un'altra comunicazione radio tra Tkačenko e Markov nel corso della quale si sarebbero messi d'accordo sulla manovra per fare incrociare le due navi. Dopo aver chiuso la comunicazione radio, il comandante Vadim Markov alle 22:47 cambiò la rotta da 155º a 160º e fece aumentare la velocità della nave che in quel momento era di 10 nodi, quindi lasciò il ponte di comando e si ritirò nella sua cabina, affidando il comando della navigazione al suo secondo Aleksandr Čudnovskij.
Il comandante Tkačenko controllò il rilevamento alla bussola, che non prevedeva rotta di collisione e non aveva variato i parametri di navigazione, mentre il Pëtr Vasëv continuò a mantenere rotta 36º e 12 nodi di velocità. Con queste rotte le due navi si sarebbero dovute incrociare a sinistra. Dalla plancia del Nachimov, l'ufficiale in seconda Čudnovskij vide avvicinarsi il cargo e alle 23:00 fece riportare la rotta a 155º, dopo sette minuti la portò a 150º e dopo altri 2 minuti a 140º, per dare l'ordine qualche istante di virare tutta a sinistra. La collisione fu inevitabile: alle 23:12, il Pëtr Vasëv, nonostante i motori messi in modalità indietro tutta ma con un abbrivio di 5 nodi, sfondò con la sua prua la murata di dritta tra la sala caldaie e la sala macchine fino a raggiungere ai ponti superiori del piroscafo Nachimov, che navigava a 12 nodi. Immediatamente il piroscafo iniziò ad inclinarsi a dritta e avvenne un black out, così fu avviato il generatore di corrente ausiliario ma la tensione elettrica ritornò solo per poche decine di secondi. Il comandante Markov risalì sul ponte di comando ma non poté lanciare il mayday tantomeno l'interfono di bordo per dare l'ordine di abbandonare la nave, quindi diede direttamente a voce l'ordine di ammainare le lance, senza avere il tempo per farlo. Alle 23:20, dopo soli otto minuti dall'impatto, l'Admiral Nachimov s'inabissò a 49 metri di profondità. 44°36′15″N 37°52′35″E

## Operazioni di salvataggio
Delle circa 1.000 persone che finirono in mare, solo poche tra esse indossavano i giubbotti di salvataggio e quasi subito furono costrette a nuotare nell'olio combustibile che fuoriusciva dal Nachimov. Il cargo, nonostante lo schiacciamento della prua e del bulbo, non perse la governabilità né cominciò a imbarcare acqua e con macchine al minimo si avvicinò al punto del naufragio per dare soccorso ai superstiti. Soltanto 40 minuti più tardi il comandante Tkačenko riferirà via radio alla capitaneria del porto di Novorossijsk dell'avvenuto naufragio; fortunatamente la capitaneria di porto aveva già ricevuto l'allarme dal comandante della pilotina LK 90, la quale andava incontro al Pëtr Vasëv proprio per assisterlo durante le fasi d'attracco.
La pilotina LK 90 fu la prima imbarcazione a raggiungere il posto della tragedia e, nonostante le modeste dimensioni, caricò a bordo 118 persone. Alle fasi di recupero e ricerca dei naufraghi parteciparono 46 unità di varia tipologia: rimorchiatori, navi militari, motoscafi e barche a remi (queste ultime condotte dagli allievi dell'accademia navale di Novorossijsk) e per tutta la notte furono impegnati 20 elicotteri. La stazione marittima fu adibita come prima base d'appoggio per i naufraghi e conseguente trasferimento negli ospedali cittadini. La mattina del 1º settembre si conteranno 836 superstiti e 152 salme: il terribile quadro della sciagura sconvolgerà l'intera città ma soprattutto i soccorritori, i quali capirono che, nonostante tutti gli sforzi fatti durante la notte, mancavano all'appello centinaia di persone.
Alle 9:30 del mattino iniziarono le prime immersioni sul piroscafo per il recupero dei corpi, pianificate e condotte dai sommozzatori della marina militare sovietica. Riportarono in superficie centinaia di cadaveri ma queste operazioni, a causa delle difficoltà operative di natura psicologica, costeranno la vita a due di essi. Per evitare altre vittime, il 19 settembre vennero interrotte definitivamente le operazioni di recupero, la zona fu interdetta con 4 boe con il divieto d'immersione. I corpi di 64 persone rimarranno per sempre nello scafo del piroscafo.

## Inchieste sulla sciagura
La notte del 1º settembre venne inviato dalla Procura generale di Mosca a Novorossijsk l'investigatore Boris Uvarov, il quale avviò il giorno successivo l'inchiesta con i capitani Vadim Markov e Viktor Tkačenko. 

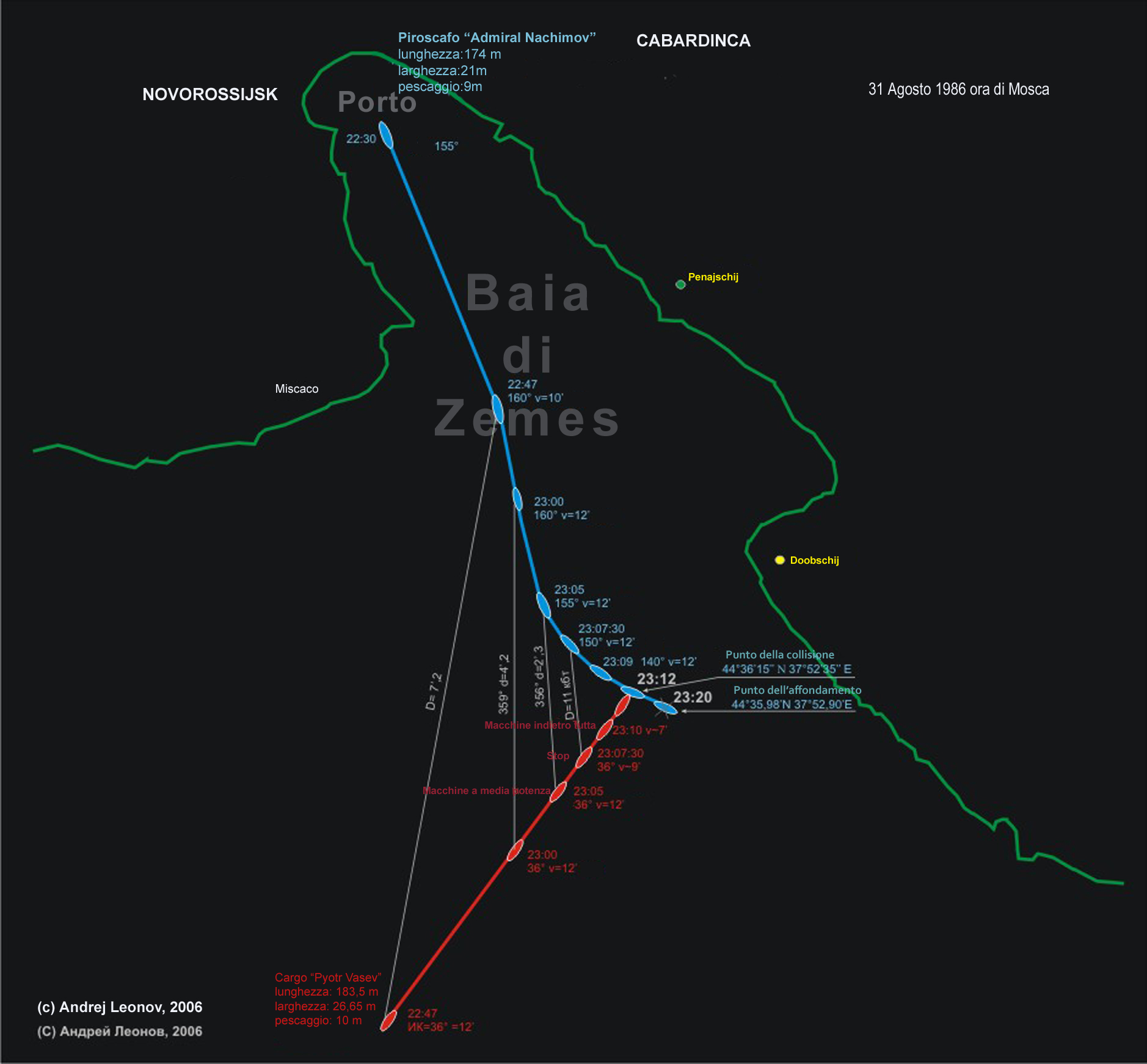
Dinamica della collisione

Dal protocollo interrogatorio del 2 settembre 1986 al comandante Vadim Markov, comandante del piroscafo Admiral Nakhimov:
- Domanda: "Che differenza c'è tra l'uscita dal porto di Novorossijsk da qualsiasi altro porto, in termine di normative della navigazione"?
- Risposta: "Nessuna! Nella nave c'è il solito equipaggio, la maggior parte di essi lavora già da tanto tempo a bordo della stessa, il turno condotto dall'ufficiale in seconda Čudnovskij ha impartito le istruzioni di sicurezza, tutti i meccanismi e la strumentazione di bordo verificata in ordine di navigazione. Ripeto, nulla di diverso dalla solita uscita in mare aperto".
- D: "Nonostante siate stato avvisato che avreste dovuto incrociare un'altra nave, Lei ha lasciato il ponte di comando, dove vi siete recato"?
- R: "Nella mia cabina"
- D: "Eravate solo"?
- R: "Sì! Mi sono messo a leggere un libro"
- D: "Prima di lasciare il ponte di comando Lei ha impostato la rotta di navigazione a 160°, il Suo secondo in 5 minuti ha variato la rotta diverse volte portandola da 160° a 140° senza dargliene comunicazione, perché"?
- R: "Non lo so, l'ufficiale in seconda ha l'obbligo di avvisarmi".
- D: "Nella Sua cabina c'è il ripetitore di rotta, il quale ad ogni cambiamento dovrebbe dare anche un segnale acustico, Lei non ha notato variazioni"?
- R: "No! Come Le ho detto stavo leggendo un libro"
- D: "A quale velocità procedeva la Sua nave"?
- R: "Sino alle boe di Penajskij 6-7 nodi, dopo le boe 10 nodi".

Dal protocollo interrogatorio del 2 settembre 1986 al comandante Viktor Tkačenko, comandante della nave da carico Pëtr Vasëv:
- D: "Quando è stata preparata la nave col sistema incrocio di navigazione"?
- R: "Orientativamente alle 21:35, a tale ora abbiamo preso la rotta d'incamminamento IK 36°, di questo abbiamo avvisato la capitaneria la quale c'informava che in uscita avremo incrociato il piroscafo Admiral Nachimov".
- D: "Quando avete raggiunto il ponte di comando e quando avete preso il diretto controllo della nave"?
- R: "Alle 21 e qualche minuto ero sul ponte di comando, poi sono sceso nella mia cabina, sono risalito alle 21:40 e da quel momento ho preso il controllo della nave".
- D: "Quale turno era di servizio al momento"?
- R: "Il terzo turno, il timoniere, il nostromo".
- D: "Il sistema SARP era in funzione"?
- R: "Sì! Io stesso ero al controllo dei dati dal sistema SARP, essi rilevavano l'incrocio tra le navi con una distanza di 2 miglia. Del funzionamento dello strumento ero sicuro, anche il mio secondo che era al rilevamento bussola notava la variazione ottica".

Dichiarazione del comandante in seconda P. Zubiuk, del da carico Pëtr Vasëv:
- Mi preoccupava la calma del comandante. Perché non fa nulla? Siamo stati chiamati ancora una volta dal Nachimov, di nuovo hanno chiesto se gli diamo la precedenza, ho riferito la domanda al comandante e ho ripetuto al microfono la sua risposta, "Sì! Vi facciamo passare..." Dopo 7 minuti, il comandante raggiungeva il pulpito di manovra e impostava le macchine alla media potenza, poi alla minima. Dal Nachimov hanno ancora chiesto se avevamo fermato le macchine, il comandante ha risposto infastidito: "Sì, le macchine sono state fermate", e ha inserito la leva sulla posizione stop, ha chiamato la sala macchine e ha chiesto "indietro tutta con il massimo dei giri possibili", ha dato l'ordine "tutta a dritta", ma con la rotazione dell'elica al contrario il timone non ha dato nessun effetto.

Verbale dei commissari tecnici del 6 settembre 1986
- Il piroscafo Admiral Nachimov non era più conforme alle normative di sicurezza sulla navigazione marittima.
- Fu rilevata l'assenza di paratie stagne essenziali, rimosse nel 1954 durante i lavori di riconversione nei cantieri di Warnemünde. L'unica esistente aveva i portelloni ermetici fuori uso e bloccati in apertura: la nave sarebbe affondata ugualmente con una sola paratia stagna funzionante ma nel giro di 45-60 minuti con una falla di quelle dimensioni (80 m²) anziché in soli 8 minuti.
- L'impianto di ventilazione era fuori uso, per questo motivo 90 oblò degli alloggi inferiori erano stati aperti, sia dai passeggeri che dal personale di bordo. Dopo la collisione con lo sbandamento della nave a dritta, essi hanno contribuito sensibilmente all'allagamento dei locali mentre quelli di sinistra all'espulsione dell'aria.
- Il generatore ausiliario di corrente sarebbe dovuto entrare in funzione automaticamente al momento del black out, anziché manualmente dopo più di due minuti dal guasto; allo stesso modo anche le indicazioni luminose d'emergenza sono rimaste spente poiché gli accumulatori elettrici erano fuori uso già da diverso tempo, per cui la maggior parte dei passeggeri e membri dell'equipaggio che si alloggiavano ai ponti inferiori non hanno potuto trovare i percorsi per mettersi in salvo.